# George Campbell, 8:e hertig av Argyll
George John Douglas Campbell, 8:e hertig av Argyll, född den 30 april 1823 på Ardencaple Castle i Dunbartonshire, död den 24 april 1900 på Inveraray Castle i Argyll, var en brittisk statsman. 

## Biografi
Campbell riktade vid unga år (då ännu markis av Lorne) uppmärksamheten på sig genom kyrkopolitiskt författarskap under den skotska kyrkostriden på 1840-talet, varvid han förgäves sökte avvärja en schism. I överhuset, där han efter faderns död 1847 tog säte, blev han snart en av de ledande männen på den liberala sidan, tillhörde som lordsigillbevarare lord Aberdeens koalitionsministär 1853–1855, var 1855–1858 generalpostmästare under Palmerston samt ånyo sigillbevarare 1859–1860 och 1860–1866 under Palmerston och Russell.
En viktigare befattning, som minister för Indien, innehade Campbell i Gladstones första ministär 1868–1874; den oförsiktiga afghanska politik han därunder mot indiska regeringens råd fullföljde anses indirekt ha bidragit till utbrottet av det andra anglo-afghanska kriget. Campbell inträdde som sigillbevarare även i Gladstones andra kabinett 1880, men avgick redan följande år till följd av missnöje med sin chefs irländska jordlagstiftningspolitik. Från början motsatte han sig bestämt Gladstones home rule-planer och intog under sina sista år en obunden ställning utanför partierna. 
Campbell var en god talare och sysslade rätt mycket med skriftställeri, dels i politiska frågor, dels rörande evolutionsteorins av honom starkt hävdade förenlighet med en kristen världsuppfattning. Bland hans skrifter märks: Essay on the ecclesiastical history of Scotland (1848), India under Dalhousie and Canning (1865), The reign of law (samma år), Primeval man (1869), The eastern question (2 band, 1879), The unity of nature (1884) och What is science? (1898) samt en mängd tidskriftsuppsatser. Han änka utgav hans Autobiography and memoirs (2 band, 1906).
Hans skriftställarverksamhet kännetecknas av större smidighet än djup, och det stora anseende han åtnjöt ägnades mer åt honom som finbildad magnat än som politiker eller vetenskapsman.
År 1892 lade Campbell, vars son 1871 trätt i släktskapsförbindelse med den kungliga familjen, en engelsk hertigtitel till den fäderneärvda skotska.

## Familj
George Campbell var gift 1:o 1844 med Lady Elizabeth Georgiana Sutherland-Leveson-Gower (1824–1878), dotter till George Granville, 2:e hertig av Sutherland. Gift 2:o 1881 med Amelia Maria Claughton (1843–1894). Han gifte sig 3:e gången 1895 med Ina Erskine McNeill (död 1925).
Barn, bland andra: 
- John Douglas Sutherland Campbell, 9:e hertig av Argyll (1845–1914), gift med prinsessan Louise av England (1848–1939), dotter till drottning Viktoria I av England
- Lord Archibald Campbell (1846–1913), gift med Janey Sevilla Callander
- Lord Walter Campbell (1848–1889) gift med Olivia Rowlandson Milns
- Lady Edith Campbell (1849–1913), gift med Henry Percy, 7:e hertig av Northumberland